# Jurij Nornsjtejn
Jurij Nornsjtejn (russisk: Ю́рий Бори́сович Норште́йн) (født 15. september 1941 i Andrejevka i Sovjetunionen) er en sovjetisk filminstruktør.

## Filmografi
- Setja pri Kerzjentse (Се́ча при Ке́рженце, 1971)[2][3]
- Pindsvinet i tågen (Ёжик в тумане, 1975)
- Skazka skazok (Сказка сказок, 1979)